# Alano di Piave
Alano di Piave  es una localidad italiana de la provincia de Belluno, región de Véneto, con 3.034 habitantes.

## Evolución demográfica
| Gráfica de evolución demográfica de Alano di Piave entre 1861 y 2001 |
|                                                                      |
| Fuente ISTAT - elaboración gráfica de Wikipedia                      |